# Rab Butler
Pour les articles homonymes, voir Butler.
Richard Austen Butler (né le 9 décembre 1902 et mort le 8 mars 1982), baron Butler de Saffron Walden, est un homme politique conservateur britannique. Il a notamment été vice-Premier ministre du Royaume-Uni en 1962 et 1963.

## Biographie
Il poursuit ses études eu Pembroke College de l'Université de Cambridge où il étudie l'anglais médiéval, le français, l'allemand, qu'il parle très bien, l'Histoire et le Droit International. Bien qu'il ait occupé trois des quatre principaux postes, soit chancelier de l'Échiquier ainsi que secrétaire d'État à l'Intérieur et aux Affaires étrangères, il n'est jamais parvenu à être premier ministre. Comme sous-secrétaire d'Etat aux Affaires Etrangères, il rencontre le 17 juin 1940 l'ambassadeur de Suède, Björn Prytz pour lui dire que la Grande-Bretagne est prête à une paix de compromis avec le Reich. Il est « Doyen de la Chambre des communes » d'octobre 1964 jusqu'à la fin de sa carrière parlementaire en janvier 1965.
En tant que ministre de l'Éducation, il signa le Education Act 1944 qui mit en place le système tripartite.

## Distinctions
Rab Butler est titulaire des distinctions et titres suivants : ordre de la Jarretière (KG), ordre des compagnons d'honneur (CH), Deputy Lieutenant (DL), Conseil privé (PC).

## Dans la fiction
Dans la série télévisée The Crown (2016), son rôle est interprété par Michael Culkin.